# Hypognatha ituara
Hypognatha ituara är en spindelart som beskrevs av Levi 1996. Hypognatha ituara ingår i släktet Hypognatha och familjen hjulspindlar. Inga underarter finns listade i Catalogue of Life.